# Charlie Shotwell
Charlie Shotwell (Madison, 17 de julio de 2007) es un actor estadounidense. Comenzó a actuar profesionalmente a los seis años. Su primer papel notable fue como el joven Nai Cash en la película de comedia dramática de 2016, Captain Fantastic, por la que recibió nominaciones para los premios SAG y Premios Young Artist. Más tarde protagonizó la película de terror de Netflix Eli, y el horror psicológico John and the Hole de Pascual Sisto, también apareció en la comedia Troop Zero de Amazon Studios.

## Vida y carrera
Shotwell nació en Madison, Wisconsin. En 2015, Shotwell hizo su debut como actor en el drama de guerra Man Down, interpretando al hijo de Shia LaBeouf y al personaje de Kate Mara; Dito Montiel dirigió la película. Luego interpretó al miembro más joven de una familia de filósofos supervivientes de izquierda en la comedia dramática dirigida por Matt Ross, Captain Fantastic. En 2017, Shotwell interpretó al joven Brian Walls en el drama de Destin Daniel Cretton, The Glass Castle. Más tarde apareció en el drama romántico de Tali Shalom Ezer My Days of Mercy. Poco después, Shotwell debutó como estrella invitada en el episodio "Lily's Law" de la serie de televisión Chicago Justice. Shotwell pronto ganó más reconocimiento como el joven John Paul Getty III en la película de Ridley Scott de 2017, Todo el dinero del mundo. Luego, en 2018, actuó como un convicto inglés en el drama The Nightingale.
En 2019, Shotwell protagonizó el papel principal de la película de terror de Netflix, Eli, dirigida por Ciarán Foy. También ese año, interpretó a Joseph en la película de comedia Troop Zero, sobre las niñas exploradoras de la década de 1970. En 2020, aparece en el thriller familiar The Neast, de Sean Durkin. También en 2020, Shotwell aparece en el podcast de terror Borrasca de QCode Media, y en el episodio piloto Staged Dad en YouTube. Shotwell aparecerá en la película de terror de Max Martini, The Manson Brothers Midnight Zombie Massacre. También interpretará al joven Michael Morbius en la próxima película de superhéroes Morbius y protagonizará John and the Hole, de Pascual Sisto.

## Filmografía
| Año  | Título                                       | Personaje                 | Nota |
| ---- | -------------------------------------------- | ------------------------- | ---- |
| 2015 | Man Down                                     | Jonathan Drummer          |      |
| 2016 | Captain Fantastic                            | Nai Cash                  |      |
| 2017 | The Glass Castle                             | Jovem Brian Walls         |      |
| 2017 | My Days of Mercy                             | Benjamin                  |      |
| 2017 | Todo el dinero del mundo                     | Jovem John Paul Getty III |      |
| 2018 | The Nightingale                              | Eddie                     |      |
| 2019 | Troop Zero                                   | Joseph                    |      |
| 2019 | Eli                                          | Eli                       |      |
| 2020 | The Nest                                     | Benjamin                  |      |
| 2021 | John and the Hole                            | John                      |      |
| 2021 | The Manson Brothers Midnight Zombie Massacre | Hurley                    |      |
| 2022 | Morbius                                      | Joven Michael Morbius     |      |

## Televisión
| Año  | Título                     | Personaje     | Nota       |
| ---- | -------------------------- | ------------- | ---------- |
| 2014 | The United Colors of Amani | Daniel        | 1 episodio |
| 2015 | The Comedians              | Son           | 1 episodio |
| 2016 | Still Single               | Viking Boy    | Telefilm   |
| 2016 | Dr. Del                    | Stinger Roper | Telefilm   |
| 2017 | Chicago Justice            | Sam Clark     | 1 episodio |
| 2020 | Staged Dad                 | Charlie       | 1 episodio |

Podcast
| Año  | Título   | Personaje        | Nota       |
| ---- | -------- | ---------------- | ---------- |
| 2020 | Borrasca | Joven Sam Walker | 1 episodio |

## Premios y nominaciones
| Año  | Premiación                       | Categoría                                                | Trabajo           | Resultado |
| ---- | -------------------------------- | -------------------------------------------------------- | ----------------- | --------- |
| 2017 | Premios del Sindicato de Actores | Mejor elenco                                             | Captain Fantastic | Nominado  |
| 2017 | Premios Young Artist             | Mejor Actuación en una Película - Joven Actor de Reparto | Captain Fantastic | Nominado  |